# Lotta libera ai Giochi della XIV Olimpiade - Pesi leggeri
La competizione della categoria pesi leggeri (fino a 67 kg) di lotta libera dei Giochi della XIV Olimpiade si è svolta dal 29 al 31 luglio al Earls Court Exhibition Centre a Londra.

## Formato
Ad ogni incontro venivano assegnate le seguenti penalità:
- 0 = Al vincitore per schienata
- 1 = Al vincitore per decisione
- 2 = Allo sconfitto per decisione (1 giudici contro 2)
- 3 = Allo sconfitto per decisione (0 giudici contro 3)
- 3 = Allo sconfitto per schienata

Con cinque penalità o più il lottatore veniva eliminato.

## Risultati
| Legenda                                  | Legenda |
| ---------------------------------------- | ------- |
| Lottatore con 5 penalità o più Eliminato |         |

### 1º Turno
Si è disputato il 29 luglio.
| Vincitore               | Pen. | Risultato  | Sconfitto            | Pen. |
| ----------------------- | ---- | ---------- | -------------------- | ---- |
| Celal Atik              | 0    | Schienata  | Bill Koll            | 3    |
| Mohamed Hassan Moussa   | 1    | 3:0        | Banta Singh          | 3    |
| Tony Ries Sr.           | 1    | 3:0        | Ali Ghaffari         | 3    |
| Kim Seog-Yeong          | 0    | Per ritiro | Abou Rejaile Bechara | 3    |
| Jan Cools               | 1    | 3:0        | Israel Sánchez       | 3    |
| Garibaldo Nizzola       | 1    | 2:1        | Sulo Leppänen        | 2    |
| Morgan Plumb            | 1    | 3:0        | Peter Luck           | 3    |
| Hermann Baumann         | 0    | Schienata  | José Luis Pérez      | 3    |
| Gösta Jönsson-Frändfors | 1    | 3:0        | László Bakos         | 3    |

### 2º Turno
Si è disputato il 30 luglio.
| Vincitore               | Pen. | Risultato | Sconfitto             | Pen. |
| ----------------------- | ---- | --------- | --------------------- | ---- |
| Bill Koll               | 4    | 3:0       | Mohamed Hassan Moussa | 4    |
| Celal Atik              | 0    | Schienata | Banta Singh           | 6    |
| Ali Ghaffari            | 3    | Schienata | Kim Seog-Yeong        | 3    |
| Sulo Leppänen           | 3    | 3:0       | Jan Cools             | 4    |
| Garibaldo Nizzola       | 2    | 3:0       | Israel Sánchez        | 6    |
| Hermann Baumann         | 1    | 3:0       | Morgan Plumb          | 4    |
| László Bakos            | 4    | 3:0       | Peter Luck            | 6    |
| Gösta Jönsson-Frändfors | 1    | Schienata | Tony Ries Sr.         | 4    |
|                         |      | Ritirato  | José Luis Pérez       | -    |
|                         |      | Ritirato  | Abou Rejaile Bechara  | -    |

### 3º Turno
Si è disputato il 30 luglio.
| Vincitore               | Pen. | Risultato | Sconfitto             | Pen. |
| ----------------------- | ---- | --------- | --------------------- | ---- |
| Garibaldo Nizzola       | 3    | 3:0       | Jan Cools             | 7    |
| Sulo Leppänen           | 4    | 3:0       | Morgan Plumb          | 7    |
| László Bakos            | 5    | 3:0       | Hermann Baumann       | 4    |
| Bill Koll               | 4    | Schienata | Ali Ghaffari          | 6    |
| Celal Atik              | 0    | Schienata | Tony Ries Sr.         | 7    |
| Kim Seog-Yeong          | 4    | 3:0       | Mohamed Hassan Moussa | 7    |
| Gösta Jönsson-Frändfors | 1    | Esentato  |                       |      |

### 4º Turno
Si è disputato il 30 luglio.
| Vincitore               | Pen. | Risultato | Sconfitto      | Pen. |
| ----------------------- | ---- | --------- | -------------- | ---- |
| Gösta Jönsson-Frändfors | 2    | 2:1       | Bill Koll      | 6    |
| Celal Atik              | 1    | 3:0       | Sulo Leppänen  | 7    |
| Garibaldo Nizzola       | 4    | 3:0       | Kim Seog-Yeong | 7    |
| Hermann Baumann         | 4    | Esentato  |                |      |

### 5º Turno
Si è disputato il 31 luglio.
| Vincitore               | Pen. | Risultato | Sconfitto         | Pen. |
| ----------------------- | ---- | --------- | ----------------- | ---- |
| Gösta Jönsson-Frändfors | 3    | 3:0       | Hermann Baumann   | 7    |
| Celal Atik              | 1    | Schienata | Garibaldo Nizzola | 7    |

### Turno finale
Si è disputato il 31 luglio.
| Vincitore       | Pen. | Risultato | Sconfitto               | Pen. |
| --------------- | ---- | --------- | ----------------------- | ---- |
| Hermann Baumann |      | 3:0       | Garibaldo Nizzola       |      |
| Celal Atik      |      | Schienata | Gösta Jönsson-Frändfors |      |

## Classifica finale
| Pos.    | Atleta                  | Nazione       |
| ------- | ----------------------- | ------------- |
| Oro     | Celal Atik              | Turchia       |
| Argento | Gösta Jönsson-Frändfors | Svezia        |
| Bronzo  | Hermann Baumann         | Svizzera      |
| 4       | Garibaldo Nizzola       | Italia        |
| 5       | Bill Koll               | Stati Uniti   |
| 6       | Kim Seog-Yeong          | Corea del Sud |
| 6       | Sulo Leppänen           | Finlandia     |
| 8       | László Bakos            | Ungheria      |
| 9       | Ali Ghaffari            | Iran          |
| 10      | Jan Cools               | Belgio        |
| 10      | Morgan Plumb            | Canada        |
| 10      | Mohamed Hassan Moussa   | Egitto        |
| 10      | Tony Ries Sr.           | Sudafrica     |
| 14      | Israel Sánchez          | Cuba          |
| 14      | Peter Luck              | Gran Bretagna |
| 14      | Banta Singh             | India         |
| 17      | Abou Rejaile Bechara    | Libano        |
| 17      | José Luis Pérez         | Messico       |